# Zbigniew Machej
Zbigniew Machej (ur. 17 sierpnia 1958 w Cieszynie) – poeta, eseista, tłumacz literatury czeskiej i słowackiej, działacz kultury.

## Życiorys
Ukończył polonistykę (1982) i religioznawstwo (1987) na Uniwersytecie Jagiellońskim w Krakowie. Pracował jako nauczyciel, niezależny dziennikarz, menedżer kultury i dyplomata (wicedyrektor Instytutu Polskiego w Pradze w latach 1991–1996 i 2000–2004 i dyrektor Instytutu Polskiego w Bratysławie w latach 2006–2010), a także jako wicedyrektor Międzynarodowego Funduszu Wyszehradzkiego w Bratysławie.
Zadebiutował w 1980 roku na łamach „Tygodnika Powszechnego”. Współpracował z „brulionem”, „Krasnogrudą”, „Literaturą na Świecie”, „Europą i „Foyer” oraz z „Przekrojem”. Jest laureatem nagrody krakowskiego kwartalnika „Arka” (1988), Nagrody Młodych im. St. Wyspiańskiego (1991), Nagrody „Literatury na Świecie” (2017) oraz Nagrody Poetyckiej im. K.I. Gałczyńskiego - Orfeusz (2022). W 2022 roku jego esej Domniemania o wolności uzyskał główną nagrodę w konkursie Wolność myśli – wolność wyrazu zorganizowanym przez Stowarzyszenie Autorów ZAiKS i Polski PEN Club. Nominowany w 2003 do Paszportu Polityki, a także do Wrocławskiej Nagrody Poetyckiej Silesius (2008) oraz Nagrody Literackiej Gdynia (2008 i 2021) i Nagrody Poetyckiej im. Konstantego Ildefonsa Gałczyńskiego (2015).

## Twórczość

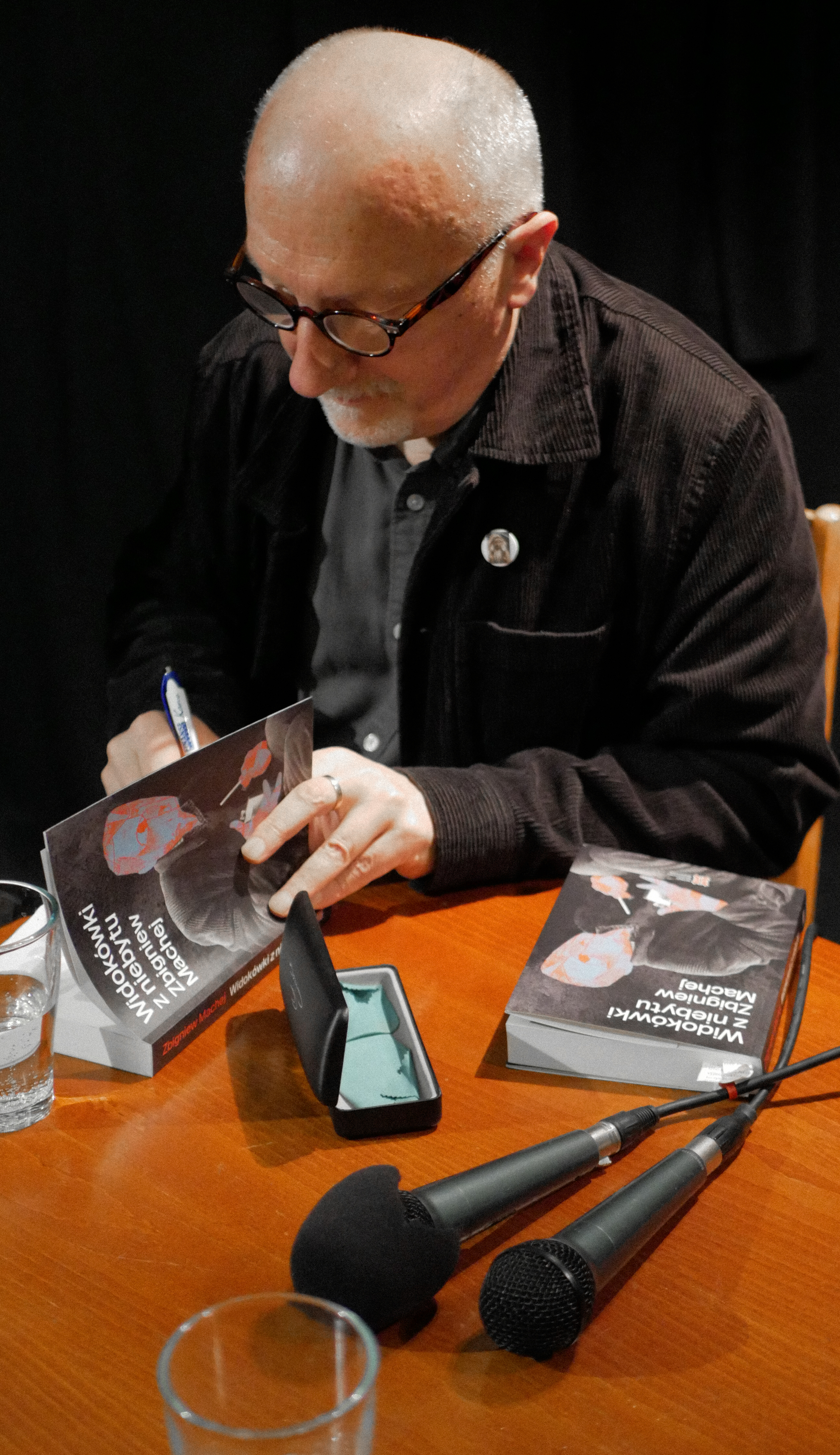
Spotkanie autorskie w Warszawie, 2024

### Poezja
- Smakosze, kochankowie i płatni mordercy (1984)
- Śpiąca muza (1988)
- Wiersze dla moich przyjaciół (1988)
- Dwa zbiory wierszy (1990)
- Trzeci brzeg (1992)
- Legendy praskiego metra (1996)
- Kraina wiecznych zer (2000)
- Prolegomena. Nieprzyjemne wiersze dla dorosłych (2003)
- Wspomnienia z poezji nowoczesnej (2005)
- Wiersze przeciwko opodatkowaniu poezji (2007)
- Przygody przyrody (2008)
- Zima w małym mieście na granicy (2008)
- Mroczny przedmiot podążania (2014)[10]
- 2020 (2021)[11]
- Iskierka w tunelu (2023)[12]

### Proza
- Anitdotum noctis (2018)[13]
- Môj rodák Tranoscius, môj sused Hviezdoslav (tłum. na słowacki: Karol Chmel, 2021)[14]
- Praga in flagranti (2023)[15]
- Widokówki z niebytu (2024)[16]

### Przekłady
- Klątwa siedmiu kościołów Miloša Urbana (2005, z czeskiego)
- Cicha ręka. Dziesięć elegii Ivana Štrpki (2009, ze słowackiego)
- wiersze Ivana Wernischa
- Pieśni duchowe z kancjonału Cithara sanctorum Jerzego Trzanowskiego (2017, z czeskiego)[3]
- Pojęcia podstawowe Petra Krála (2020, z czeskiego)[17]
- Przełykanie włosa Jána Ondruša (2021, ze słowackiego)[18]
- Nasza apokalipsa jest podobna do nas Štefana Strážaya (2022, ze słowackiego)[19]

### Inne publikacje
- Opowiadania cieszyńskie Kornela Filipowicza (red.) (2000)
- Beniowski a iné básne Juliusza Słowackiego (red.) (2010)[20]